# قلندر (مقاطعة دلفان)
قلندر (بالفارسية: قلندر) هي قرية تقع في قسم خاوة الجنوبي الريفي (مقاطعة دلفان) في إيران. يقدر عدد سكانها بـ 642 نسمة بحسب إحصاء 2016.